# Nadav Raisberg
Nadav Raisberg (Dafna, 29 maart 2001) is een Israëlisch wielrenner die in 2024 prof werd bij Israel-Premier Tech.

## Carrière
In 2018 nam Raisberg deel aan de Olympische Jeugdspelen, waar hij als elfde finishte in de door Gleb Broessenski gewonnen wegwedstrijd.
In 2023 werd Raisberg derde in zowel de tijdrit als de wegwedstrijd tijdens de nationale kampioenschappen. Later dat jaar werd hij onder meer twintigste in zowel het eindklassement van de Ronde van de Toekomst als in Parijs-Tours.
In 2024 werd Raisberg prof bij Israel-Premier Tech, dat hem na twee seizoenen liet doorstromen vanuit hun opleidingsploeg. Zijn eerste wedstrijdkilometers dat seizoen maakte hij in de Ronde van de Provence.

## Resultaten in voornaamste wedstrijden
| Jaar | Ronde van Italië | Ronde van Frankrijk | Ronde van Spanje |
| ---- | ---------------- | ------------------- | ---------------- |
| 2024 | opgave           |                     | 113e             |
| 2025 |                  |                     |                  |

| Jaar | Parijs-Roubaix | Amstel Gold Race | Waalse Pijl |  | WK op de weg |
| ---- | -------------- | ---------------- | ----------- |  | ------------ |
| 2024 | 67e            |                  |             |  | opgave       |
| 2025 |                | opgave           | opgave      |  |              |

## Ploegen
- 2022 –  Israel Cycling Academy
- 2023 –  Israel Premier Tech Academy
- 2024 –  Israel-Premier Tech
- 2025 –  Israel-Premier Tech

Ackermann · Bennett · Blackmore (vanaf 3/5) · Boivin · Clarke · Einhorn · Frigo · Froome · Fuglsang · Gee · Hofstetter · Hollyman · Houle · Kogut · Neilands · Pickrell · Raisberg · Riccitello · Sagiv · Schultz · Schwarzmann · Sheehan · Stewart · Strong · Teuns · Van Asbroeck · Vernon · Williams · Woods · Würtz Schmidt · Zabel (tot 2/5) · Brown (stagiair)